# Josef Jedlička
Josef Jedlička est un écrivain tchèque né en 1927 à Prague en Tchécoslovaquie (aujourd'hui République tchèque) et mort à Augsbourg en 1990.

## Aperçu biographique
Après avoir commencé des études d’esthétique, il est exclu de l’université en 1949 pour avoir critiqué la politique du régime communiste. Il exercera les métiers les plus divers pour faire vivre sa famille, de simple ouvrier à ethnographe. Il se lie d'amitié avec Jan Zábrana, rencontre Václav Havel et Bohumil Hrabal.  En 1953, il part vivre avec sa famille à Litvinov, un centre industriel de la Bohême du nord : ville usine (pétrochimie) et ville minière, au paysage massacré, dont les logements « sociaux » sont d’anciens baraquements concentrationnaires. Il lui faudra attendre 1966 et un début de dégel pour publier à Prague Au milieu du chemin de notre vie, écrit entre 1953 et 1957. Le livre est accueilli comme une révélation, mais l’auteur tombe presque aussitôt dans l’oubli en prenant en 1968 le chemin de l’exil. Il travaillera à la rédaction tchécoslovaque de Radio Free Europe à Munich. La Révolution de velours le fera redécouvrir grâce à la publication posthume de la chronique familiale Le sang n’est pas de l’eau (1991) et de plusieurs volumes d’essais. Il meurt à Augsbourg en 1990.

## Œuvre
- Kde život náš je v půli se svou poutí (Au milieu du chemin de notre vie), publié (partiellement censuré) à Prague 1966, traduit en allemand en 1968 (Unterwegs, chez Surhkamp), deuxième édition avec l’addition de quelques pages d’abord censurées chez Mladá fronta, à Prague, en 1994. Première édition française, complétée d'après le manuscrit original, dans une traduction d'Erika Abrams : Éditions Noir sur Blanc, janvier 2011.
- Bohdan Kopecký, monographie (Liberec, 1968)
- Krev není voda (Le sang n'est pas de l'eau), chronique (Prague 1991, traduction allemande chez DVB en 2004)
- České typy (Types tchèques), essais (Prague, 1992)
- Poznámky ke Kafkovi (Remarques sur Kafka), essais (Prague, 1993)
- Rozptýleno v prostoru a čase (Dispersé dans le temps et l'espace), essais (Brno, 2000)
- Ornament (L'Ornement), essais (Prague, 2006)
- Milý pane Wilde (Cher monsieur Wild), correspondance (Prague, 2006).